# 林銘鼎
林銘鼎（？—1646年），字玉鉉，號自名，福建莆田人，明朝、南明政治人物。

## 生平
萬曆三十七年举人，三十八年（1610年）考中二甲第十名進士，歷任高郵州知州、工部郎中、莱州府、揚州府知府、荊南道僉事、蒼梧道副使，調任嘉湖道，復除陕西副使，崇祯五年（1532年）升湖广参政，累陞為浙江右布政使。
弘光改元，林銘鼎入朝擔任光祿寺卿，因雙親逝世，辭官歸鄉。不久，他迎立隆武帝，擢任戶部左侍郎，很快請求退休。他在任高郵知州時，父親林堯俞曾用詩歌勸戒他：「始終懷一節，佩服比韋絃。」因此他當官遵從父教誨，以清廉謹慎獲稱道。福京失守，他在家去世；唯兒子梧州府知府林濬芳投降清朝。

## 家族
父林堯俞为尚書。